# La Chapelle-Neuve (Côtes-d'Armor)
La Chapelle-Neuve é uma comuna francesa na região administrativa da Bretanha, no departamento Côtes-d'Armor. Estende-se por uma área de 23,26 km². Em 2010 a comuna tinha 390 habitantes (densidade: 16,8 hab./km²).